# Albert Bouquillon
Albert Bouquillon est un sculpteur français né le 18 août 1908 à Douai et mort le 11 janvier 1997 à Paris.

## Biographie
Le milieu familial devait contribuer à éveiller la vocation artistique d'Albert Bouquillon. Son père est peintre décorateur, épris de dessin et de peinture. En 1924, Albert Bouquillon entre à l'école des beaux-arts de Douai. Il s'initie au dessin, à la peinture, à la sculpture et à l'architecture. Le 14 mai 1926, il est présenté par Maurice ou Henri-Émile Rogerol à l'École des beaux-arts de Paris dont il passe le concours d'admission en 1927. Reçu premier, il s'installe à Paris, cherchant son orientation et tenté tout d'abord par l'architecture.
Il rencontre le sculpteur douaisien Alexandre Descatoire, qui est un de ses professeurs, ainsi-que Victor Méreau (1892-1953). Leur influence le pousse vers la sculpture. Une maquette d'un monument aux morts de 1914-1918 (par Alexandre Descatoire ?) attire son attention et confirme son choix. 
Albert Bouquillon poursuit sa formation aux Beaux-Arts de 1927 à 1934. De son professeur Henri Bouchard, il conservera ce goût pour des œuvres témoignant de son temps. Il obtient le premier grand prix de Rome de sculpture en 1934, et devient pensionnaire de l'Académie de France à Rome, alors dirigée par Paul Landowski.
De retour à Paris en 1938, il est mobilisé l'année suivante en Lorraine. Il se trouve sous les drapeaux en 1939, dans la même unité que Jean Zay — sous-lieutenant rattaché à l'état-major de la 4e armée —, dont il sculpte le buste.
La retraite de 1940 le conduit à Albi. Il commence sa vie de sculpteur dans l'enceinte du musée Toulouse-Lautrec, dans un atelier prêté par la ville. De retour à Paris, il travaille inlassablement. Bientôt arrive la reconnaissance de son talent et les commandes officielles affluent. Le ministère des Beaux-arts lui commande une œuvre destinée aux jardins du palais Longchamp à Marseille : Lamartine, une statue en pierre exécutée en 1941. Le nouveau conservatoire de musique de Douai s'ornera d'un bas-relief de sa main. Le nouveau lycée de cette même ville abrite sa statue en pierre intitulée La Sève.
Albert Bouquillon fait partie des membres du conseil d'administration de la Société nationale des beaux-arts de 1960 à 1983. 
Les honneurs ne tardent pas à venir, couronnant une vie de travail au service de l'art. Pour la première fois, le Prix populiste en 1961 est décerné à un sculpteur pour son Aveugle, « une des pièces les plus abouties, les plus sobrement expressives de la sculpture moderne »[réf. nécessaire], selon la critique.
Parlant de l'œuvre monumentale de l'artiste, Christine Gleiny dans la revue Arts, conclut : « Si Albert Bouquillon décante ou stylise parfois pour atteindre au monumental, il le fait sans outrance, car, pour qu'une œuvre ne soit pas la projection pure et simple de la réalité, il s'agit plus, pour le sculpteur, de lui insuffler une âme que d'avoir recours à de faciles expédients. »
À Douai, son Monument à Marceline Desbordes-Valmore (1957) est érigé dans le square Jemmapes et sa statue en bronze de la Jeunesse (1950) orne le jardin public de sa ville natale.
Les commandes se multiplient : musée national d'Art moderne, musée d'Art moderne de la ville de Paris, musée Toulouse-Lautrec d'Albi, musée de la Chartreuse de Douai, musée d'Alès[Lequel ?]. Il est sollicité pour l'Exposition internationale de New York de 1939 et réalise à cette occasion un bas-relief intitulé La Seine. Le Conservatoire national supérieur de musique et de danse de Paris fait appel à son talent ; les villes de Cambrai, Belfort, Dunkerque. Albert Bouquillon meurt le 11 janvier 1997 à Paris. Il est le frère du peintre Robert Bouquillon (1923-2013) avec lequel il collabora à la décoration du lycée de garçons de Douai en 1958.

## Œuvres dans les collections publiques
- Barentin: La Vierge à l'enfant
- Bayeux, groupe scolaire Letot-Poterie : Étudiante, 1956, dans le cadre du 1% artistique[15].
- Bergues, musée du Mont-de-Piété : Lamartine, 1945, buste en plâtre, 43 × 49 × 33 cm.
- Biarritz : L'Impératrice Joséphine.
- Douai :
  - jardin public : Jeunesse, 1950, statue en bronze[13].
  - lycée de garçons : décorations, avec Robert Bouquillon, Georges Delplanque, Émile Morlaix et Binet[14].
  - square Jemmapes : Monument à Marceline Desbordes-Valmore, 1957, statue en pierre en remplacement de la statue en bronze d'Édouard Houssin (1896), envoyée à la fonte sous le régime de Vichy, dans le cadre de la mobilisation des métaux non ferreux[12].
- Lewarde, Centre historique minier :
  - Combat de coqs, 1944, bas-relief en terre cuite patiné, 15,5 × 36 × 3 cm ;
  - Les Mineurs, 1948, plâtre patiné bronze, 24 × 59 × 3 cm ;
  - Mineur, bas-relief en terre cuite patinée, 18 × 39 × 3 cm.
- Marseille, parc du palais Longchamp : Monument à Alphonse de Lamartine, 1946, statue en pierre, en remplacement d'un buste en bronze envoyé à la fonte sous le régime de Vichy, dans le cadre de la mobilisation des métaux non ferreux.
- Orléans, lycée Jean-Pothier : Jean Zay, buste en bronze, commande de l'État en 1950.
- Paris, parc Georges-Brassens : Le Porteur de viande, statue en bronze, commande de la Ville de Paris en 1991, à la mémoire des anciens abattoirs de Vaugirard.
- Roubaix, La Piscine : Jean Zay, 1939, buste en plâtre patiné bronze, 38 × 18 × 24 cm.
- Strasbourg : Les Quatre saisons.

## Exposition
- 1994 : rétrospective de son œuvre au château de Septmonts à Septmonts.
- Exposition internationale de New York[Quand ?] : La Seine, bas-relief.